# Sint-Martinuskerk (Kessenich)

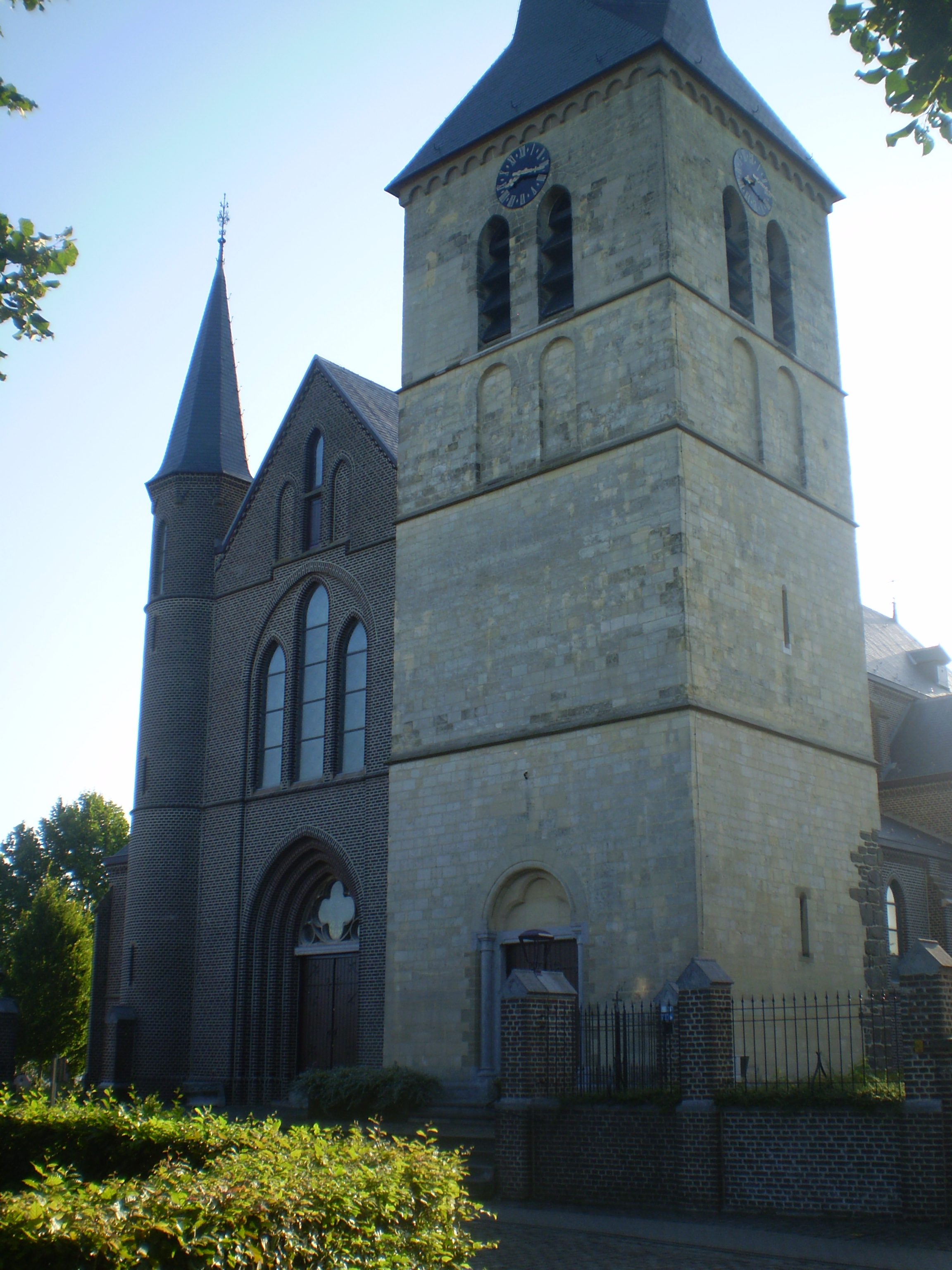
Voorgevel

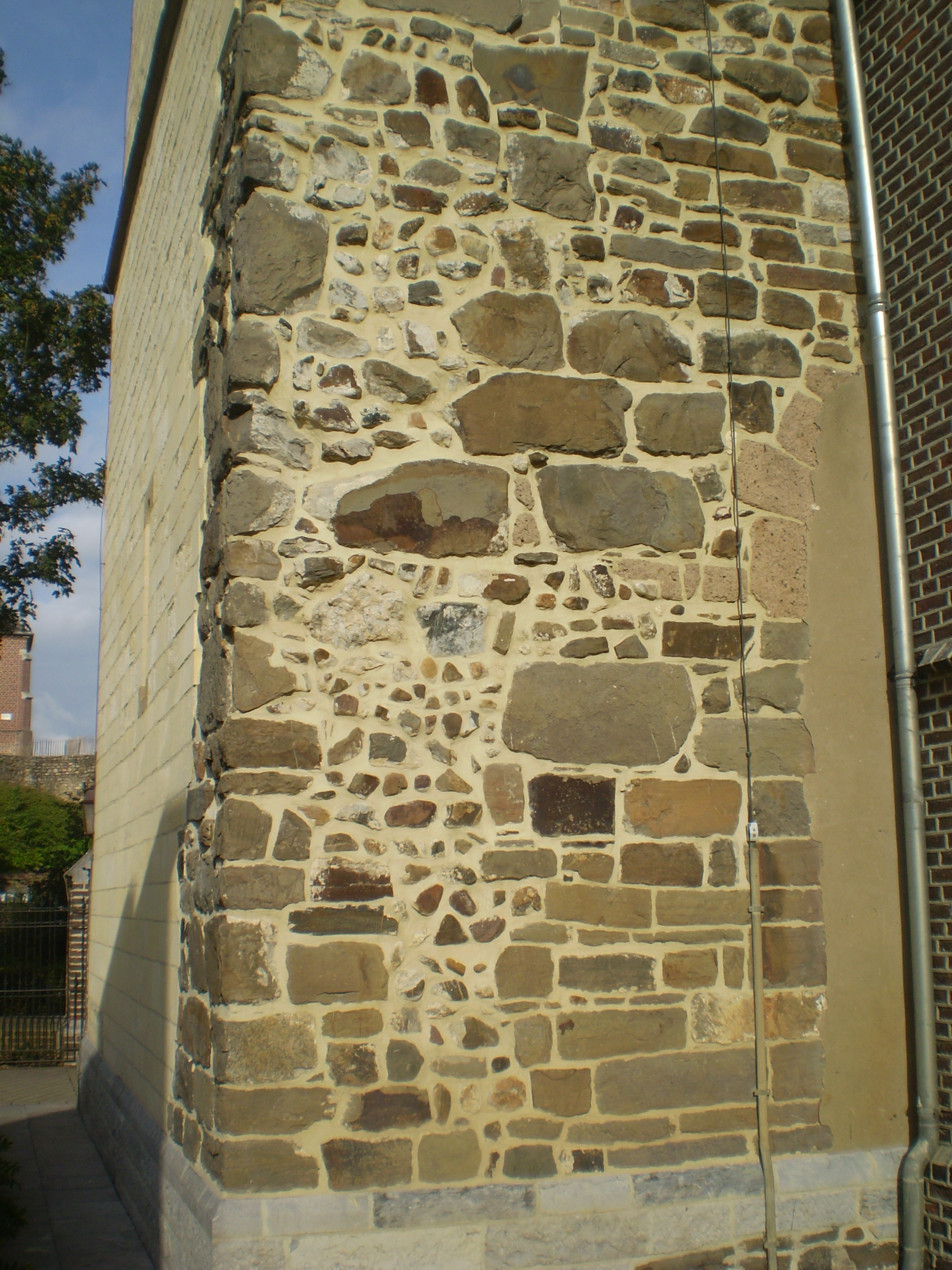
12e-eeuws gedeelte van de toren

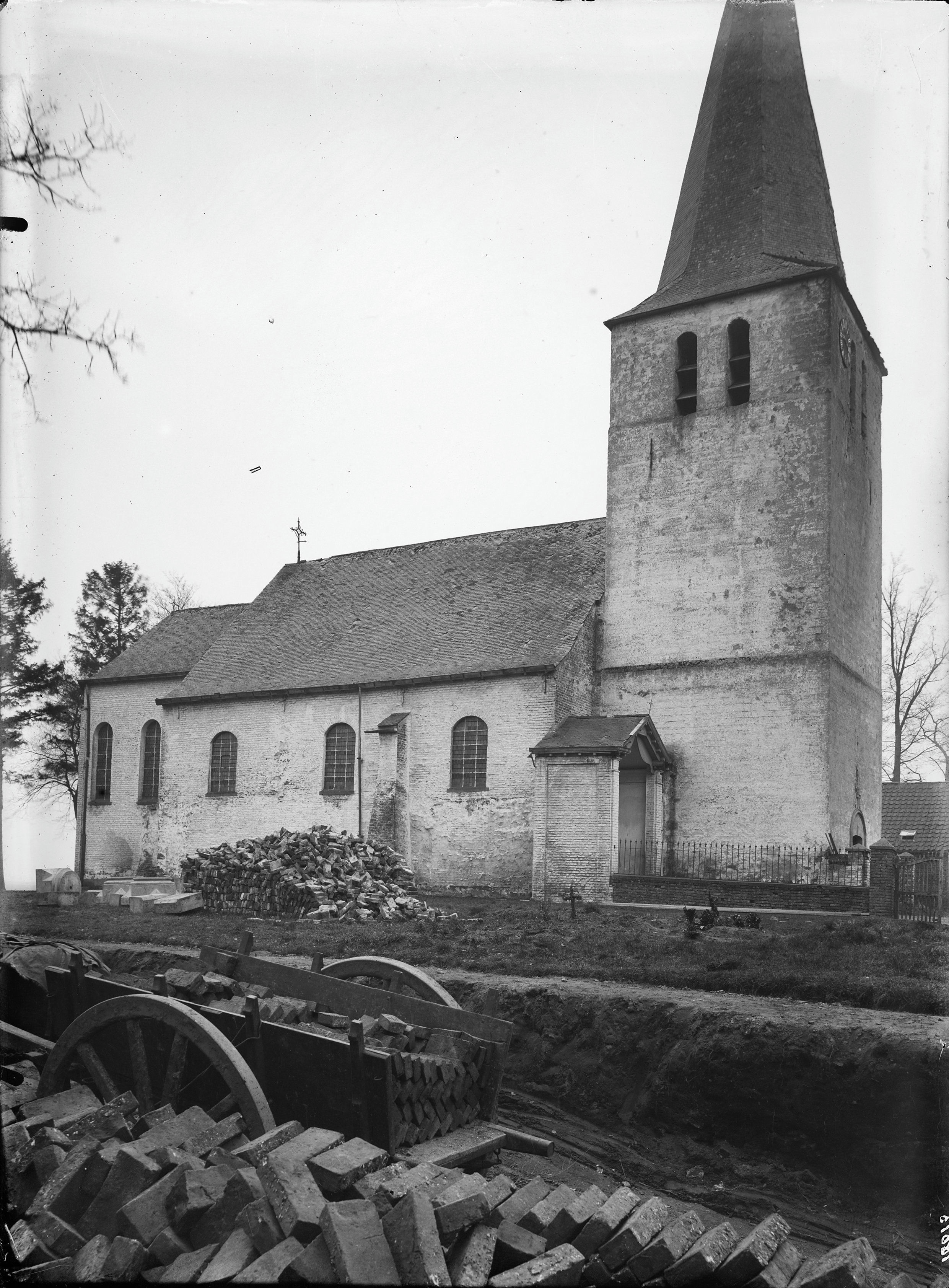
De oude kerk, met op de voorgrond de brikken voor de huidige kerk

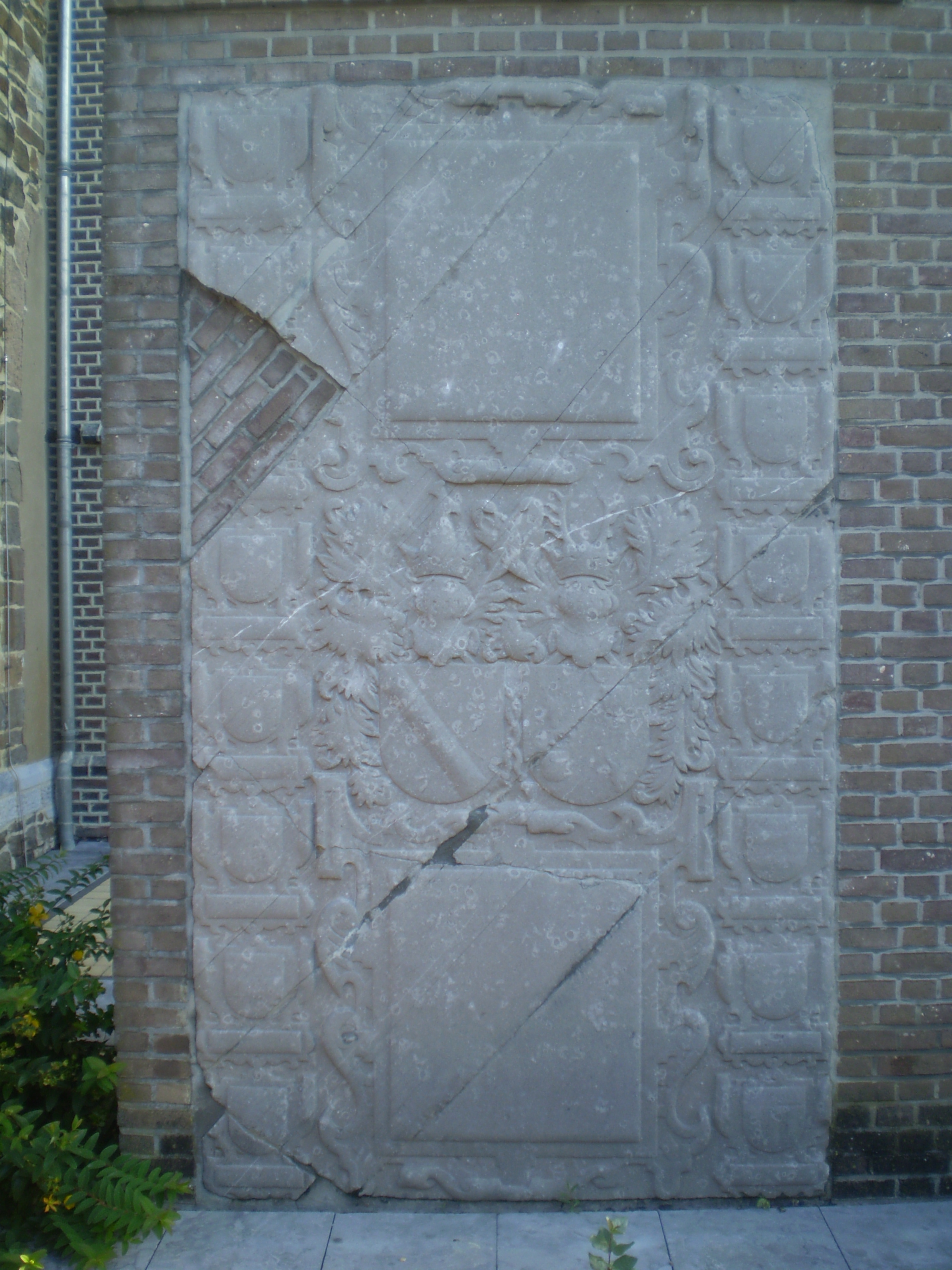
Grafsteen van Guido van Malsen en zijn vrouw

De Sint-Martinuskerk is de parochiekerk van Kessenich.

## Geschiedenis
De naam van de Willibrordusbron, een tegenwoordig drooggevallen vijver waarin vroeger de dopelingen ondergedompeld werden, veronderstelt dat deze plek gekerstend werd door de missionaris Willibrord (±700). Ook de toewijding aan de Frankische volksheilige Martinus van Tours wijst op een vroege kerkelijke geschiedenis.
Aanvankelijk fungeert de kerk als een van de kapellen in het domein Kessenich-Eik, ondergeschikt aan de abdij van Aldeneik. Naarmate Kessenich-Eik uit elkaar valt, groeit de kerk van Kessenich uit tot een moederkerk. Alle kerkjes binnen de rijksheerlijkheid Kessenich zijn ervan afhankelijk. Het patronaatsrecht en het tiendrecht zijn in bezit van de vrijheren van Kessenich.
Op de huidige locatie komt in de 12e eeuw een romaanse kerk tot stand, strategisch gelegen op de neerhof van de burcht van Kessenich. Ze wordt weer afgebroken in de 15e eeuw, om plaats te ruimen voor een gebouw in vroege Maasgotiek. De nieuwe kerk verdwijnt op haar beurt in de 18e eeuw (met uitzondering van de toren). Er komt een bakstenen eenbeukig kerkje in de plaats, met een barok interieur.
In 1885 richt een brand grote schade aan. Bovendien is de kerk te klein voor de groeiende bevolking. Daarom bouwt men in 1898-9 de huidige kerk. Het is een neogotische kruiskerk naar een ontwerp van Jos Tonnaer. De oude toren wordt behouden en verhoogd. Een eeuw later, in 1992, wordt de binnenzijde grondig schoongemaakt, en dit door vrijwilligers uit het dorp. Zij gommen het roet handmatig van de muren en restaureren de muurschilderingen. Voor dit titanenwerk zijn er 5.800 gommen nodig.

## Gebouw
De kerktoren stamt uit de 14e eeuw. Ze werd gebouwd uit mergelsteen, in de stijl van de vroege Maasgotiek. De eerste toren telde drie geledingen; de vierde werd toegevoegd in 1899. In de zuidoosthoek zijn restanten van de 12e-eeuwse voorganger bewaard gebleven, opgetrokken uit breuksteen en Maaskeien.
Het kerkgebouw is opgetrokken uit brikken die in nabije veldovens gebakken waren. Voor het portaal plaatste men twee reusachtige kalkstenen kapitelen, afkomstig van de voormalige kerk(en). Binnenin oogt het kerkgebouw opvallend opgewekt, dankzij de patronen van gekleurde sierstenen en de rijkelijke muurschilderingen.
De grafstenen van adellijke personen, vroeger doorgaans begraven in de kerken, kregen een nieuwe plaats op het omliggende kerkhof. Hieronder bevinden zich verschillende 17e-eeuwse grafstenen, en in het bijzonder de grote en versierde grafsteen die het graf van vrijheer Guido van Malsen en vrijvrouwe Joanna van Kessenich afdekte.

## Meubilair
In de kerk prijken twee houten beelden die teruggaan tot de 16e eeuw: St.-Maarten en St.-Anna-te-Drieën. Boven het altaar hangt een hoog triomfkruis uit de 15e eeuw. Het doopvont werd in 1540-1550 gesleten uit hardsteen. Verder hangt er een schilderij van St.-Augustinus uit de 17de eeuw. De neogotische kerkmeubelen en glas-in-loodramen werden deels geschonken door baron Michiels van Kessenich.
In de kerk worden ook tal van kleinere waardevolle voorwerpen tentoongesteld, zoals diverse zilveren artefacten. Daarnaast kan men er voorwerpen uit de prehistorie en de middeleeuwen bezichtigen, ontdekt bij archeologisch onderzoek rond Den Berg.
De kerktoren bevat twee klokken. De oudste klok werd omstreeks 1660 (na een plundering door Lorreinse troepen?) gegoten. De tweede klok werd in 1811 overgenomen van Thorn. Zij werd in 2004 vervangen door de Sjötteklok, zo genoemd omdat ze werd geschonken door de schutterij St.-Martinus. Deze kon de genereuze gift bekostigen uit de opbrengsten van het Oud Limburgs Schuttersfeest te Kessenich.